# HUgE (雑誌)
HUgE（ヒュージ）とは、講談社が発売していた男性向けのファッション・カルチャー情報誌である。
2003年創刊、2014年休刊。1・7月以外の毎月24日に発売されていた。

## 概要
概ね20・30代の男性をターゲットとする。主にストリート・モード系のファッションを取り扱うが、音楽、美術などカルチャー関連の話題がメインで、ファッションに関する記事は前後のコラムのみである場合が多い。2000年代後半の一時期には増刊ムックも発売された。
発売・発行社ともに講談社であるが、編集長以外は社外スタッフで、制作は外部の編集プロダクションが行っている。
2014年12月発売の2015年2月号を最後に休刊とされた。

### リニューアル
2012年・14年にリニューアルを実施している。
2012年～13年
綴じ方向が変更され、誌面が全般に海外誌に似せたテイストのものとなった。同時に、1・7月の発売はなくなり、その直後の4・10月号（それぞれ2・8月発売）が「ファッション特大号」と称して世界的名門ブランドの最新コレクションを紹介する内容のものとなっている。
判型も2種類を併用し、通常はB5、「ファッション特大号」ではA4変型判を用いていた。
2003年創刊より2013年まで編集長は恩田良夫（元ホットドッグ・プレス編集長）、株式会社EATer編集・制作。
2014年
3・4月号（同1・2月発売）を休刊し、編集長・恩田良夫の人事異動とチーフファッションディレクター・右近亨の退任、そして新編集長・北野健一郎の就任に伴いリニューアル。「大人ファッショニスタ」を掲げ、新たに高級車、時計、海外芸能人のスナップなどを扱った記事の掲載を開始した。また、判型は電子書籍での閲読を意識し、A5サイズに統一された。このスタイルにて2014年末の完全休刊を迎えた。
右近はリニューアル第1号と同じ2014年3月に創刊された『Them Magazine』の編集長に就任している。

## 発行部数
|        | 1〜3月    | 4〜6月    | 7〜9月    | 10〜12月  |
| ------ | --------- | --------- | --------- | --------- |
| 2008年 |           | 40,667 部 | 39,334 部 | 40,000 部 |
| 2009年 | 38,000 部 | 38,000 部 | 36,667 部 | 35,000 部 |
| 2010年 | 33,667 部 | 32,000 部 | 29,667 部 | 27,667 部 |
| 2011年 | 26,000 部 | 24,667 部 | 29,667 部 | 22,000 部 |
| 2012年 | 21,000 部 | 19,334 部 | 18,000 部 | 17,000 部 |
| 2013年 | 17,000 部 | 17,000 部 | 15,750 部 | 15,334 部 |
| 2014年 | 30,000 部 | 20,334 部 | 18,000 部 |           |